# Caius Aquillius Tuscus
Pour les articles homonymes, voir Aquillius.
Caius Aquillius Tuscus est un homme politique romain du Ve siècle av. J.-C., consul en 487 av. J.-C.

## Famille
Il est le plus ancien membre de la gens des Aquillii à avoir atteint le consulat. Les cognomina des deux consuls de 487, Sabinus et Tuscus, ne sont connus que par des sources tardives qui suivent en général les Fasti Capitolini. On ne sait pas avec certitude lequel des deux consuls a porté chacun des cognomina.

## Biographie
En 487 av. J.-C., il est élu consul avec Titus Sicinius Sabinus,,.
Il reçoit le commandement dans la campagne contre les Herniques, qu'il défait,. Il aurait eu droit à une ovatio à son retour à Rome,. Pendant ce temps, son collègue est chargé de combattre les Volsques, qu'il défait également, victoire pour laquelle il obtient l'honneur de célébrer un triomphe,.
Durant les opérations militaires, les consuls nomment Spurius Larcius Flavius praefectus Urbi pour prendre en charge la ville de Rome durant leur absence.

### Auteurs antiques
- Tite-Live, Histoire romaine, Livre II, 40 sur le site de l'Université de Louvain
- (en) Denys d'Halicarnasse, Antiquités romaines, Livre VIII, 63-80 sur le site LacusCurtius

### Auteurs modernes
- (en) T. Robert S. Broughton, The Magistrates of the Roman Republic : Volume I, 509 B.C. - 100 B.C., New York, The American Philological Association, coll. « Philological Monographs, number XV, volume I », 1951, 578 p.